# 15 Thank you, too
⑮ Thank you, too — пятнадцатый студийный альбом японской женской идол-группы Morning Musume.
В Японии релиз состоялся 6 декабря 2017 года, в обычной и лимитированной версиях. Обычная версия включает в себя только CD-диск. Лимитированная версия, помимо CD-диска, содержит Blu-ray Disc с записью концерта Morning Musume Kessei 20 Shuunen Kinen Event ~21 Nenme mo Ganbatte Ikimasshoi!~, прошедшего 14 сентября 2017 года в Shinkiba STUDIO COAST, Токио.
Впервые альбом был анонсирован 21 октября 2017 года, во время осеннего концертного тура группы с названием Morning Musume Tanjou 20 Shuunen Kinen Concert Tour 2017 Aki ~We are MORNING MUSUME~. Альбом включает в себя 10 новых треков, одну неизданную, но исполненную на концерте Morning Musume '15 Concert Tour Aki ~PRISM~, песню «Watashi no Nanni mo Wakacchanai», и два ремейка: 23-й сингл «Joshi Kashimashi Monogatari» и демо-сингл «Ai no Tane».
Это первый альбом для двенадцатого, тринадцатого и четырнадцатого поколений группы. А также это последний альбом для участницы десятого поколения Харуки Кудо.

## Участники записи
- 9 поколение: Мидзуки Фукумура, Эрина Икута
- 10 поколение: Харуна Иикубо, Аюми Исида, Масаки Сато, Харука Кудо
- 11 поколение: Сакура Ода
- 12 поколение: Харуна Огата, Мики Нонака, Мариа Макино, Аканэ Хага
- 13 поколение: Каэдэ Кага, Рэйна Ёкояма
- 14 поколение: Тисаки Морито

## Список композиций
| №   | Название | Текст песни                       | Музыка                    | Аранжировка             | Длительность |
| --- | --- | --------------------------------- | ------------------------- | ----------------------- | ------------ |
| 1.  | «Jealousy Jealousy (Album Version)» (ジェラシー ジェラシー)                                                                                     | Цунку, рэп аранжировка U.M.E.D.Y. | Цунку                     | Каору Окубо             | 4:35         |
| 2.  | «Romance ni Mezameru Mousou Joshi no Uta» (ロマンスに目覚める妄想女子の歌)                                                                      | Цунку                             | Цунку                     | Каору Окубо             | 4:41         |
| 3.  | «CHO DAI» | Цунку                             | Цунку                     | Сёитиро Хирата          | 4:25         |
| 4.  | «Watashi no Nanni mo Wakacchanai» (私のなんにもわかっちゃない)                                                                                  | Цунку                             | Цунку                     | Каору Окубо             | 4:53         |
| 5.  | «Jama Shinai de Here We Go!» (邪魔しないで Here We Go！)                                                                                        | Цунку                             | Цунку                     | Каору Окубо             | 4:33         |
| 6.  | «Style of my love» (Исполнили: Харуна Иикубо, Сакура Ода, Мариа Макино)                                                                         | Цунку                             | Цунку                     | Каору Окубо             | 4:38         |
| 7.  | «Narcissus Kamatte-chan Kyousoukyoku Dai 5ban» (ナルシス カマってちゃん協奏曲第5番)                                                             | Цунку                             | Цунку                     | Сёитиро Хирата          | 4:17         |
| 8.  | «Seishun Say A-HA» (青春Say A-HA) | Цунку                             | Цунку                     | Каору Окубо             | 3:46         |
| 9.  | «Wakain da shi!» (若いんだし！) | Цунку                             | Цунку                     | Сёитиро Хирата          | 5:09         |
| 10. | «Mou Gaman Dekinai wa ~Love ice cream~» (もう 我慢できないわ〜Love ice cream〜) (Исполнили: Харуна Огата, Аканэ Хага, Каэдэ Кага, Рэйна Ёкояма) | Цунку                             | Цунку                     | Сюнсукэ Судзуки         | 4:45         |
| 11. | «Dokyuu no Go Sign» (弩級のゴーサイン) | Амеко Кодама                      | Сё Хосибэ                 | Yocke                   | 3:47         |
| 12. | «Koi wa Toki ni» (恋は時に) (Исполнили: Мидзуки Фукумура, Эрина Икута, Аюми Исида, Масаки Сато, Харука Кудо, Мики Нонака, Тисаки Морито)        | Цунку                             | Цунку                     | Каору Окубо             | 5:11         |
| 13. | «Joshi Kashimashi Monogatari (Morning Musume '17 Ver.)» (女子かしまし物語(モーニング娘。'17 Ver.))                                              | Цунку                             | Цунку                     | Хидэюки "Даичи" Судзуки | 5:17         |
| 14. | «BRAND NEW MORNING» | Сё Хосибэ                         | Жан Люк Понпон, Сё Хосибэ | Жан Люк Понпон          | 4:18         |
| 15. | «Ai no Tane (20th Anniversary Ver.)» (愛の種(20th Anniversary Ver.) [Additional Track])                                                         | Кэндзо Саэки                      | Сакураи Тэцутаро          | Сюнсукэ Судзуки         | 4:09         |

## Чарты
| Чарт            | Позиция (неделя) | Продажи (неделя) | Продажи (всего) |
| --------------- | ---------------- | ---------------- | --------------- |
| Oricon          | 4                | 29,852           | 37,348          |
| Billboard Japan | 5                | 27,605           | н/д             |